# 벽계관광지
벽계관광지는 경상남도 의령군 궁류면 벽계리 일원에 위치하는 관광지이다. 주요시설로는 주차장(26면), 야영장(90동), 방갈로(12동),물놀이시설(야외수영장, 물미끄럼틀, 수중보), 공동화장실, 공동샤워장(온수가능), 쉼터, 음수대, 산책로, 캠파이어장 등을 갖추고 있다.